# La principessa di Mendoza
La principessa di Mendoza (That Lady) è un film del 1955 diretto da Terence Young che si basa su That Lady, romanzo di Kate O'Brien, pubblicato nel 1946.

## Trama
Anna de Mendoza è andata a 12 anni in sposa a Rodrigo Gomez, principe di Eboli e primo ministro alla corte di Filippo II di Spagna. Anche il re è segretamente innamorato della donna che lo attrae con la sua irresistibile femminilità. Anna rimane presto vedova e perde un occhio in seguito a un incidente di caccia, ma continua a beneficiare dell'amicizia di Filippo II. La donna si innamora di Antonio Perez, consigliere del re, e lo difende a spada tratta quando questi viene accusato dell'assassinio di Matteo Vasquez, suo avversario politico. Il re, divorato dalla gelosia, la fa imprigionare e poi la libera con un falso atto di clemenza. Anna è ormai sua prigioniera. L'unica cosa che può fare è affidare il loro figlio ad Antonio perché fuggano insieme, lontano.